# Platystele examen-culicum
Platystele examen-culicum là một loài thực vật có hoa trong họ Lan. Loài này được Luer miêu tả khoa học đầu tiên năm 1976.